# 2014年スコットランド独立住民投票
スコットランド独立住民投票（スコットランドどくりつじゅうみんとうひょう、英語: Scottish independence referendum）は、2014年9月18日（木曜日）に実施された、イギリスからのスコットランド独立の是非を問う住民投票である。

## 住民投票実施までの経緯
1707年のイングランドとの合併以来、スコットランドの議会はグレートブリテン議会（The Parliament of Great Britain、後にグレートブリテンおよび北アイルランド連合王国議会 Parliament of the United Kingdom of Great Britain and Northern Ireland）に統合されていたが、歴史的経緯から伝統的にイングランドに対抗意識を持っていたスコットランドでは独自の議会設置を求める声が高まっていた。そしてスコットランド出身のトニー・ブレア政権時代の1997年、議会設置の是非を問う住民投票で可決された。ブレア内閣はスコットランド住民の独立志向を抑えるため、1999年にスコットランド議会を設置して、中央政権の権限を大幅にスコットランド自治政府に移譲した。292年ぶりに自治権を獲得したことで、スコットランドの独立志向は一時的に抑えられたかに見えた。
しかし2011年5月のスコットランド議会選挙で、スコットランド独立を公約に掲げるスコットランド国民党（SNP）が議会の過半数を占める大勝利を収め、党首のアレックス・サモンドがスコットランド自治政府の首相に就任した。2012年10月15日にイギリスの首相デーヴィッド・キャメロンとサモンドがエディンバラで会談し、合意書（Edinburgh Agreement）に署名したことから、住民投票の実施が決まった。
投票は、英国、英連邦、欧州連合加盟国の国籍を持ち、有権者登録をしたスコットランド在住の16歳以上（通常の選挙は18歳以上）の有権者約400万人により行なわれ、「スコットランドは独立国家になるべきか」の設問に対し二者択一で投票し、最低投票率の設定はない。賛成が過半数を占めた場合、スコットランドは2016年3月24日に独立をする計画であった。
投票の結果次第では、他のヨーロッパの独立志向の高い地域であるスペインのカタルーニャ州、ベルギーのフランデレン地域に大きな影響を及ぼすと見られた。また、スコットランド領のシェトランド諸島は、元はノルウェー領だったことから独自の文化を持っており、低調ながらスコットランドやイギリスから独立するという運動を行っている住民もいる。この住民投票に影響されて、シェトランドではスコットランドからの独立への関心がにわかに高まった。

## 独立推進派の主張
北海油田利権
独立を目指す最大の理由として、北海油田の利権がイギリス政府に完全に握られていることの不満が挙げられる。北海油田から徴収される税収はおよそ8200億円で、もし独立が達成されたならば1人当たりの所得が年1000ポンド（約17万円）増えるとの主張がある。
ロンドン一極集中批判
イギリスにおける「1人あたりの域内総生産（GDP）の首都と地方の格差」は1位のロシア（163%）に次ぐ2位（69%）であり、一極集中は顕著である（日本は14%）。
ロンドンの人口は国内の13%にとどまる一方、1997年から2010年に国内で創出された雇用の43%はロンドンである。また2010年から2012年に政府系雇用がロンドンで6万6300人増加したのに対し、エディンバラでは3000人の雇用が失われた。
欧州連合
欧州連合（EU）に懐疑的なキャメロン政権に対し、SNPはEUとの関係強化を目指している。しかしバローゾ欧州委員会委員長は「スコットランドが独立してもEU入りは極めて難しい」としている。
反資本主義・自由主義
自由主義・資本主義的に反対。北海油田の税収で財政を改善・減税などの企業誘致政策の実行、医療や福祉、社会保障も充実する「北欧福祉国家」を理想とする欧州型社会民主主義国家設立を掲げる。
その他政府への不満
独立を求める約350組織で作るグループ「イエス・スコットランド」は「徴税や安全保障、外交の権限を持たない自治に満足しない人が増えた」と指摘する。マーガレット・サッチャー時代に人頭税をスコットランドで先行導入、イギリスが運用している唯一の核戦力である潜水型弾道ミサイル「トライデント」を搭載するヴァンガード級原子力潜水艦全艦はスコットランドのクライド海軍基地を母港として配備、イラク戦争へ参戦、などイギリス政府に対する不満が挙げられる。

## 独立する場合の問題点

### 通貨
ノーベル賞経済学者ポール・クルーグマンは、独自通貨を持たないままのスコットランド独立は独立スコットランドを太陽無きスペインにしてしまうと述べる。
独立スコットランドはポンドを使いたがっているが、通貨を共有したまま政治的独立を図るのは惨事になる。
それはスペインが独自通貨を捨ててユーロに加盟した後、緊縮財政政策を強いられ恐慌になり若年失業率が約50%になっていることからも明らかである。
サモンド自治政府首相は、イギリスと通貨同盟を結んでポンド使用の継続を希望すると表明している。しかしイギリス政府のオズボーン財務相は経済的自立も不透明なスコットランドとの通貨共通はリスクが高いとして、分離独立後のポンドの使用を認めない考えを表明している。野党労働党のミリバンド党首、イギリス副首相のクレッグ自由民主党党首もオズボーンに同調している。独立達成後、もしEUへの加盟が認められず、共通通貨ユーロを使用できない場合、新たに独自の通貨を発行しなければならなくなる。
格付け
米ムーディーズ・インベスターズ・サービスは、独立が決まった場合のスコットランドの格付けが信用リスクの低い「シングルA」になりそうだと発表した。

## イギリス政府の対応
キャメロン首相は2014年2月、「BBC放送、国民保健サービス、イギリス軍、国際連合安全保障理事会、NATO、G8、シャーロック・ホームズとスコッチウィスキーは一体だ」と述べ、独立運動を引き止めている。
また、英首相官邸は9月9日、スコットランド旗を18日の住民投票まで掲げると発表した。

## 内外の反応
- エリザベス2世英女王は、「スコットランドの人々が将来について慎重に考えるよう望んでいる」と14日にコメントした[14]。これに対し、中立的であるべき女王が政治的発言をしたとの見方もある[14]。
- ジョシュ・アーネスト（英語版）米大統領報道官は、「英国が強力かつ一体的で、有用なパートナーであり続けることが米国の利益にかなう」と15日の記者会見で述べた[15]。

## 世論
2014年2月7日時点では賛成43%、反対57%だったが、その後はじわじわと賛成が上昇し、9月7日の『サンデー・タイムズ』の世論調査で賛成51%、反対49%となり、初めて独立賛成派が反対派を上回った。しかし9月13日の発表では、賛成46%に対し反対54%となった。

### 主な賛成派
- ショーン・コネリー - 英週刊誌「ニュー・ステーツマン」に寄稿し、「スコットランドの独立は見逃すことのできない機会だ」との考えを示した[17]。
- ジェラルド・バトラー
- ケン・ローチ
- アラン・カミング
- アンディ・マレー - 「今日はスコットランドにとって重大な日。ここ数日の否定的なノー（独立反対）派の運動は、僕の見解を揺さぶることはなかった。結果が出るのが楽しみだ。やってやろう！」と投票当日に271万人のフォロワーにツイート[18]。

### 主な反対派
スコットランド出身
- ゴードン・ブラウン（元首相）
- アレックス・ファーガソン
- スーザン・ボイル

その他
- J・K・ローリング - 「独立は経済的に見ても大きなリスクがある」とし、反対キャンペーンに100万ポンド（約1億7000万円）を寄付[19]。
- ミック・ジャガー
- スティング
- スティーヴン・ホーキング
- デヴィッド・ボウイ
- ポール・マッカートニー
- デビッド・ベッカム - 公開書簡の中で「皆さんには、我々の歴史的な絆が今後も続くよう投票していただきたいとね。」、「もう何世紀もの間、僕たちはずっと良好な関係を維持してきたのだから。」と記している[20]。

## 結果
2014年9月18日、世論調査では賛成と反対が拮抗した状態で投票が始まったが、賛成票は32あるカウンシルのうち最大都市グラスゴーを始めとする4つのカウンシルで反対を上回ったものの、それ以外のカウンシルでは反対が上回った。最終的に、スコットランド全体では反対票が55%となり、独立は否決された。自治政府のサモンド首相は敗北を認め、「スコットランドの人々は現時点で独立をしない決定をした。残念だがそれを受け入れる」と述べた。サモンドは責任を取って首相およびスコットランド国民党党首を辞任し、代わって副首相および副党首で、フェミニストのニコラ・スタージョンがその後任となった。
独立は否決されたものの有権者の84.59%が参加するなど、スコットランド人の独立問題への関心の高さが示された。今後は財政面での権限移譲などの自治拡大策が図られるが、どこまで権限を委譲するかなどの問題が残されている。また、イギリスの他の地域からも同様の要求が出てくる危険性が高まったとも指摘されている（ウェールズ独立運動、イングランド独立運動）。

## 報道
- NHK BS1では、9月19日11:00 - 13:50に『キャッチ!世界の視点』を延長する形で開票速報が放送された（途中『BSニュース』を挟む）[25]。

## その後
2016年の国民投票により決定したイギリスの欧州連合離脱（ブレグジット、Brexit）を契機に、スコットランド独立への機運が再び高まりを見せた。2022年6月28日、スコットランド自治政府首相のニコラ・スタージョンは、スコットランド独立を問う2度目の住民投票を2023年10月19日に実施することを表明した。

## 脚注

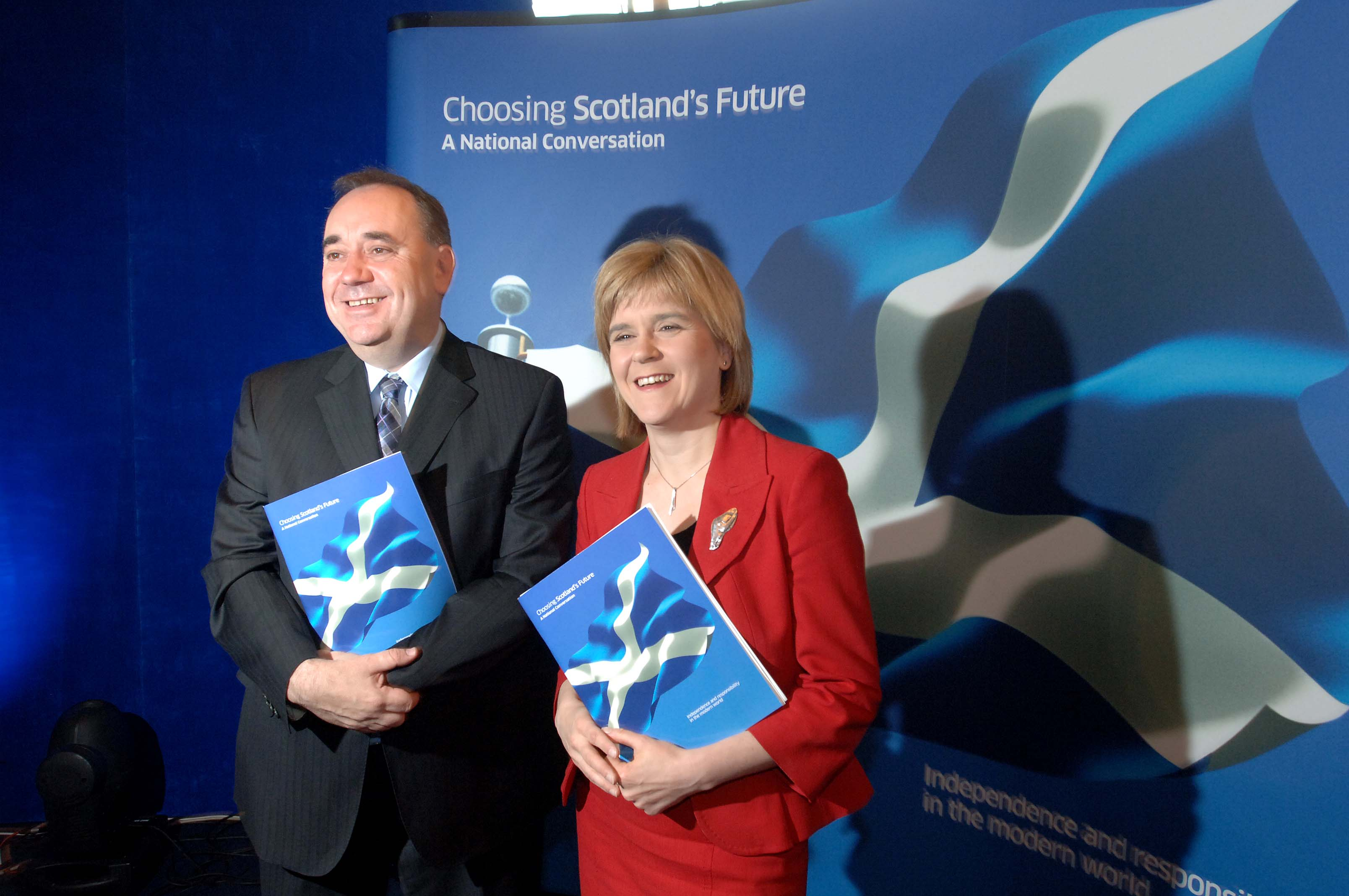
住民投票法案の原案を含む白書『スコットランドの未来の選択:民族的対話』を発表する、スコットランド行政府首相アレックス・サモンド（左）と副首相ニコラ・スタージョン、2007年8月14日